# Defenders
Pour les articles homonymes, voir Défenseurs.
Les Defenders (irlandais : Cosantóirí) est une association politique secrète irlandaise. Elle se forme en Irlande après la bataille de la Boyne (1690), remportée par Guillaume III d'Orange, et a pour but de défendre les catholiques opprimés. Elle s'oppose aux Orangistes. Elle joue un grand rôle dans les rebellions de 1798 et de 1803 en s'unissant avec la Société des Irlandais unis.